# Łowicz (Landgemeinde)
Die Landgemeinde Łowicz [ˈwɔvʲitʃ] ist eine selbständige Landgemeinde im Powiat Łowicz der Woiwodschaft Łódź in Polen. Ihr Verwaltungssitz ist in der Stadt Łowicz (deutsch Lowitsch). Die Landgemeinde, zu der die Stadt Łowicz selbst nicht gehört, hat eine Fläche von 133,2 km², auf der (Stand: 31. Dezember 2020) 7708 Einwohner leben.

## Geographie
Die Landgemeinde liegt in der Tiefebene von Masowien nordöstlich von Łódź und etwa 80 km südwestlich von Warschau. 83 % des Gemeindegebiets werden landwirtschaftlich genutzt, 8 % sind mit Wald bedeckt.

## Geschichte
Bis 1953 hieß die Landgemeinde Gmina Dąbkowice, 1953–1954 Gmina Jamno. Von 1975 bis 1998 gehörte die Landgemeinde zur Woiwodschaft Skierniewice.

## Gemeindegliederung
Die Landgemeinde Łowicz besteht aus folgenden 26 Ortschaften mit Schulzenämtern:
Bocheń, Dąbkowice Dolne, Dąbkowice Górne, Guźnia, Jamno, Jastrzębia, Klewków, Małszyce, Mystkowice, Niedźwiada, Ostrów, Otolice, Parma, Pilaszków, Placencja, Popów, Strzelcew, Szczudłów, Świące, Świeryż Pierwszy, Świeryż Drugi, Wygoda, Zabostów Duży, Zabostów Mały, Zawady und Zielkowice.
Weitere Ortschaften sind: Mystkowice Małe, Parcela, Podbielnia und Urbańszczyzna.